# Calle de Caracas
La calle de Caracas es una vía pública de Madrid, España. Está ubicada en el barrio de Almagro, en Chamberí, y une la calle de Santa Engracia y la calle de Almagro. Tiene una longitud de 350 metros.
| Estaciones de Metro   | Alonso Martínez |
| Líneas de autobús EMT | 3 7             |